# Michael ffrench-O’Carroll
Michael ffrench-O’Carroll (* 15. September 1919 in Dublin; † 5. Mai 2007 ebenda) war ein irischer Arzt und Politiker der Clann na Poblachta und Fianna Fáil. Er war von 1951 bis 1954 Teachta Dála (Abgeordneter) im Dáil Éireann, dem Unterhaus, und von 1954 bis 1957 Mitglied des Seanad Éireann, dem Oberhaus des irischen Parlaments (Oireachtas).
ffrench-O’Carroll studierte Medizin am Trinity College Dublin. 1944 heiratete er Renee Marie de la Laforcade. Er trat dann der Clann na Poblachta bei. 1950 wurde er Mitglied im Dublin City Council. Noch 1951 trat er aus der Clann na Poblachta aus. Bei den Wahlen 1951 trat er als unabhängiger Kandidat im Wahlkreis Dublin South-West an und wurde gewählt. Im Oktober 1953 trat er der Fianna Fáil bei. Er verlor dann aber seinen Sitz bei den Wahlen 1954. Er wurde jedoch als unabhängiger Kandidat über die Kultur- und Bildungsliste in den Seanad Éireann gewählt. Bei den Wahlen 1957 versuchte er erneut für die Fianna Fáil in den Dáil einzuziehen, scheiterte jedoch ebenso wie bei den Wahlen zum Seanad.
ffrench-O’Carroll konnte sich durch seine Pionierarbeit bei der Behandlung und Reintegration von Betäubungsmittelabhängigen machen. 